# Ketambea rostrata
Ketambea rostrata là một loài nhện trong họ Linyphiidae.
Loài này thuộc chi Ketambea. Ketambea rostrata được Alfred Frank Millidge & Anthony Russell-Smith miêu tả năm 1992.